# Nazim al-Kudsi
Nazim al-Kudsi o al-Qudsi (àrab: ناظم القدسي, Nāẓim al-Qudsī) (Alep, 14 de febrer de 1906 - Amman, 6 de febrer de 1998) fou un polític sirià, president de Síria entre 1961 i 1963.

## Primers anys i educació
Kudsi va néixer a Alep el 14 de febrer de 1906 i va estudiar al col·legi americà de d'aquesta ciutat. Va obtenir la seva llicenciatura en Dret per la Universitat de Damasc. Va obtenir un mestratge de la Universitat Americana de Beirut (UAB) i el PhD de la Universitat de Ginebra.

## Inicis de la seva carrera
Després de la seva educació, Kudsi va tornar a Síria el 1935 i es va unir a la Bloc Nacional, el partit anti-francès líder del moviment d'independència, i es va convertir en un dels seus membres prominents a Alep. Era una organització política dirigida a l'emancipació del control francès a través de la via diplomàtica en lloc de la resistència armada. El 1936, es va postular per al Parlament en les llistes del Bloc i va guanyar. Es va enfrontar amb els líders del bloc que no van poder evitar l'annexió del sandjak d'Alexandreta a Turquia el 1939, i va renunciar a militar al Bloc. Kudsi va crear una coalició d'intel·lectuals alepins al voltant de si mateix i de Rushdie Kikhia, un altre advocat que va compartir els seus punts de vista, i els dos homes es van presentar per un escó al Parlament el 1943, guanyant amb facilitat. Van pressionar en contra de l'elecció de Shukri al-Quwatli, líder del Bloc Nacional, com a president, però Quwatli va ser triat a la presidència a l'agost de 1943. Per apaivagar a l'oposició, el nou President va designar a al-Kudsi com a primer ambaixador de Síria als Estats Units. Kudsi va fundar l'ambaixada de Síria a Washington-DC des de zero, i el 19 de març de 1945 va presentar les seves cartes credencials al president Franklin D. Roosevelt. El 1947, ell i Rushdi al-Kikhiya van fundar el Partit Popular (o del Poble) a Alep. Va ser inaugurat com un moviment d'oposició al règim de Quwatli i creat per contrarestar el pes polític del Partit Nacional, el successor del Bloc Nacional, fidel a Quwatli. Els fundadors del Partit Popular eren principalment notables d'Alep que preferien crear una unió entre Síria i l'Iraq, el manteniment d'un govern democràtic, i la defensa de vincles més estrets amb Occident. La família reial haiximita de Bagdad va recolzar al partit i finançar moltes de les seves activitats.
En 1947, es va postular per al Parlament en les llistes del Partit del Poble i va guanyar. La seva elecció es va repetir el 1949, 1954 i 1962. Va votar en contra de la reelecció de Quwatli com a president, però la majoria parlamentària va forçar aquesta reelecció. El 29 de març de 1949, l'administració Quwatli va ser enderrocada per un cop d'estat militar llançat pel cap d'Estat Major Husni al-Za'im. El nou governant de Síria va demanar a Kudsi formar un govern, però ell es va negar, al·legant que el règim de Za'im era inconstitucional i argumentant que malgrat els seus defectes, Quwatli va ser un president triat constitucionalment mentre Za'im era un "il·legal". Com a resultat, Za'im el va detenir i el Partit Popular va ser clausurat. Va ser posat en llibertat poc després i posat sota arrest domiciliari a Alep. Va arribar a ser molt crític amb Za'im quan aquest va tancar la frontera de Síria amb Jordània i l'Iraq i va amenaçar amb declarar la guerra a tots dos països, acusant-los de ser agents de la Gran Bretanya a l'Orient Mitjà. El 14 d'agost de 1949, va recolzar un cop d'estat que va enderrocar i va matar Za'im, llançat pel general Sami al-Hinnawi, un vell amic del Partit Popular i un aliat de la família real haiximita a Bagdad. Hinnawi va crear un comitè polític per administrar els assumptes polítics en absència d'un govern oficial i va nomenar Kudsi com el seu màxim dirigent. Kudsi també va servir en l'Assemblea Constituent que va redactar una nova constitució per a Síria i va arribar a ser ministre d'Afers exteriors en el primer gabinet de l'època post-Za'im amb el Primer Ministre i cap d'estat Hashim al-Atassi (un aliat del Partit Popular, així com membre fundador i expresident del Bloc Nacional). El seu aliat Kikhiya es va convertir en ministre de l'Interior, mentre que altres llocs es van distribuir entre membres del Partit Popular i independents que també s'havien oposat a l'antic règim. Kudsi va tenir converses amb el príncep hereu Abd al-Illah de l'Iraq per a la creació de la unió immediata entre Síria i l'Iraq i va fer nombrosos viatges a Bagdad per aquest propòsit. Va formular un acord que demanava la unió federal, la preservació dels governs independents a Damasc i Bagdad i la coordinació dels assumptes militars, econòmics, socials, culturals i polítics entre els dos estats. Després va ser al Caire i va proposar un programa similar per a tots els Estats àrabs en la Lliga Àrab l'1 de gener de 1951.

## La República Àrab Unida
Per avançar en les negociacions sobre la unió, al-Atassi, que recentment havia estat elegit president de la república, va demanar a Kudsi de formar un govern, el 24 de desembre de 1949. Aquest va acceptar, però els oficials militars van vetar el seu gabinet i ell va dimitir del seu càrrec cinc dies després de la seva arribada al poder. Els militars van argumentar que el seu govern no va incloure un oficial en el seu si, i que molts dels seus membres eren declarats opositors de que els militars poguessin immiscir-se en els assumptes polítics. El 4 de juny de 1950, Kudsi va crear un nou govern, menys extremista que el primer, i va ser capaç d'obtenir la seva aprovació mitjançant el nomenament de General Fawzi Selu com a ministre de Defensa. Selu va ser la mà dreta de l'home fort dels militars, el coronel Adib al-Shishakli. El gabinet va sobreviure durant deu mesos, però no va poder portar la qüestió de la unió més lluny. Kudsi va dimitir el 27 de març de 1951. L'1 d'octubre de 1951, va ser elegit president del Parlament. Poc després, el 28 de novembre, Adib al-Shishakli va prendre el poder a Damasc i van detenir a dirigents del Partit Popular, acusant-los de voler enderrocar el règim republicà de Síria i reemplaçar-ho per un monàrquic que seria lleial a Gran Bretanya i l'Iraq. Va nomenar Selu com a cap provisional de l'Estat i va arrestar a Kudsi, enviant-lo a la presó de Mezzeh. Va ser posat en llibertat el gener de 1952 però va romandre sota arrest domiciliari. Va passar a la clandestinitat i va treballar en secret contra Shishakli, donant suport al cop d'estat que el va enderrocar el febrer de 1954.
A l'octubre de 1954, Nazim al-Kudsi es va convertir en diputat del primer parlament post-Shishakli i va ser elegit com a president el 14 d'octubre de 1954. Va tractar de recuperar una mica de la seva influència en els cercles polítics, però en aquest moment, el Partit Popular havia caigut en desgràcia, i pocs sirians defensaven la unió amb l'Iraq. En el seu lloc, molts volien la unió amb Egipte, sota la direcció ascendent del jove i carismàtic president Gamal Abdel Nasser. En debades va tractar Kudsi de desafiar l'autoritat de Nasser. Va advocar per orientacions pro-britàniques i pro-americanes en un moment en què la majoria dels sirians s'havien convertit en pro-Unió Soviètica. Va fer una crida a Síria per unir-se a la Pacte de Bagdad, un tractat anglo-estatunidenc per contenir el comunisme, i els diaris pro-Nasser el van acusar de treballar com a agent dels haiximites. El 12 d'octubre de 1957, Kudsi va dimitir del seu càrrec i va ser reemplaçat pel líder socialista pro-Nasser, Akram al-Hourani. Va votar en contra de la unió egipci-siriana i quan els dos països es van unir per formar la República Àrab Unida (RAU) el 1958, va renunciar per complet a participar en la vida pública i es va retirar a Alep.

### Les relacions internacionals després de la UAR
El 28 de setembre de 1961, un nou cop d'estat va tenir lloc a Síria i va enderrocar al règim de la RAU. Kudsi hi va donar el seu suport i va nomenar a si mateix pel primer parlament post- Unió, arribant a ser diputat per Alep, al desembre de 1961 i el seu partit Popular sent el que va obtenir major nombre de diputats (33). Després va competir pel càrrec de president i va guanyar, convertint-se en el primer líder post-Nasser de Síria el 12 de desembre de 1961. Com a president va treballar per recuperar l'amistat de Síria amb els règims anti-Nasser a Jordània, Aràbia Saudita i Líban, i construir ponts amb els Estats Units i Gran Bretanya. La família haiximita de Bagdad, que havia recolzat la seva carrera durant els últims trenta anys, havia estat enderrocada per una revolució militar sagnant el juliol de 1958. Mai va estar en bons termes amb els nous dirigents de l'Iraq, especialment el líder de la rebel·lió, el general Abdul Karim Kassem. L'Occident i en particular el president John F. Kennedy, va donar la benvinguda al ascens de Kudsi i el va qualificar d'un "amic" dels Estats Units. Va promoure les relacions de Síria amb Washington i per això Kudsi va designar a Omar Abu-Riche, un reconegut poeta d'Alep (un dels seus poetes preferits, que era un graduat de l'AUB), com a ambaixador, en els anys 1961-1963. Va començar un programa massiu de reforma econòmica, restauració de les fàbriques que havien estat nacionalitzades per Nasser en temps de la RAU i acomiadar a tots els funcionaris i oficials pro-Nasser del seu càrrec. Tots els militars que seguien fidels al president egipci van ser donats de baixa de l'exèrcit sirià. Kudsi va redactar una nova constitució per a Síria, va restaurar els partits polítics proscrits, i va rebre préstecs del Banc Mundial per a la reconstrucció de l'economia dislocada de Síria.

## Exili
El president Kudsi es va enfrontar als oficials que l'havien portat al poder i va tractar de marginar el seu paper en els assumptes polítics. Va nomenar a Maarouf al-Dawalibi, un veterà del Partit Popular amb declarats punts de vista contraris als militars, com a primer ministre. Ressentit per la seva experiència amb els oficials militars des de l'època d'al-Shishakli, Dawalibi va començar a frenar la seva influència en tots els assumptes de l'Estat i va centralitzar molts afers en mans de Kudsi i del govern. El 28 de març de 1962, un cop d'estat va tenir lloc, dirigit pel coronel Abd al-Karim al-Nahlawi. El president Kudsi i al-Dawalibi foren detinguts, acusats de fer mal ús dels seus poders i de perseguint als oficials de l'exèrcit sirià. Un contracop d'estat va esclatar el 2 d'abril, encapçalat pel Cap d'Estat Major Abd al-Karim Zahr al-Din, qui va ordenar a les tropes defensar al president Kudsi. L'exèrcit va obeir i va alliberar a Kudsi de la presó i va restaurar el Parlament que havia estat dissolt. Kudsi es va negar a arrestar o matar a Nehlawi, i només va frenar el seu poder mitjançant el seu nomenament com agregat militar a Indonèsia, un lloc purament cerimonial. Després va tractar d'apaivagar als oficials i els socialistes demanant a al-Bashir Azma, un metge que havia estat proper de Nasser i fou ministre de Salut durant el període de la RAU, de formar un nou govern l'abril de 1962. Al seu gabinet es trobaven membres del socialista Partit Baas que era pro-Nasser. Kudsi i Azma van enviar al ministre de Relacions Exteriors Adnan al-Azhari al Caire per recompondre les relacions amb el president egipci. Quan això va fracassar, va presentar una denúncia davant la Lliga Àrab, acusant-ho de voler desestabilitzar a Síria a través d'interferir en els seus assumptes interns i va demana a l'exèrcit egipci de rebel·lar-se contra el govern. El 8 de març de 1963, no obstant, la rebel·lió va esclatar a Síria, on es va produir un altre cop d'estat organitzat pel Comitè Militar del Partit Baas aliat als oficials nasserites. Els agents que van arribar en poder es va comprometre a restaurar la RAU i van detenir a Kudsi.
Va ser posat en llibertat després d'un temps. Es va traslladar al Líban, Europa i Jordània, on va viure en l'exili fins a la seva mort a Jordània al febrer de 1998.